# Tveebargen

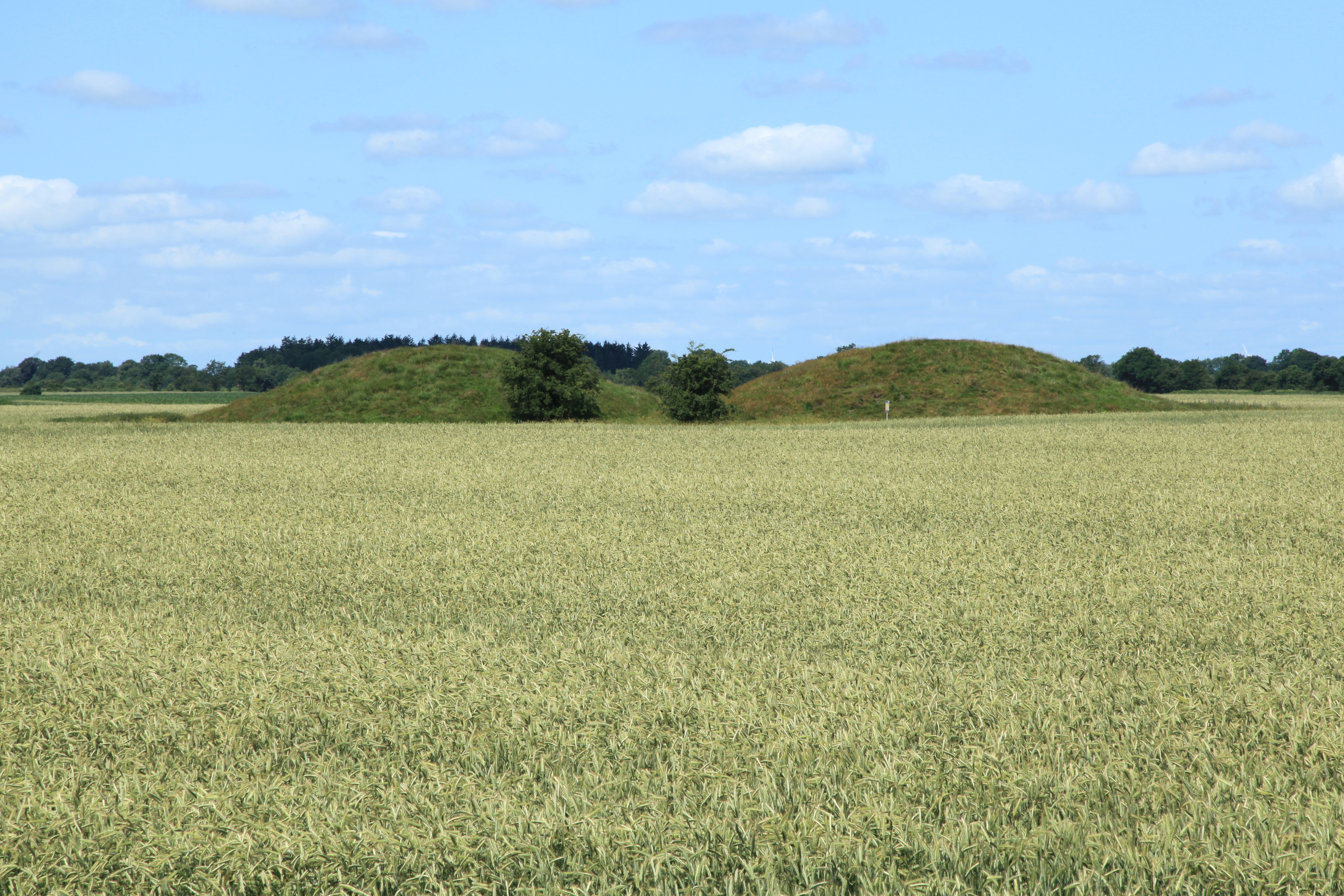
Tveebargen

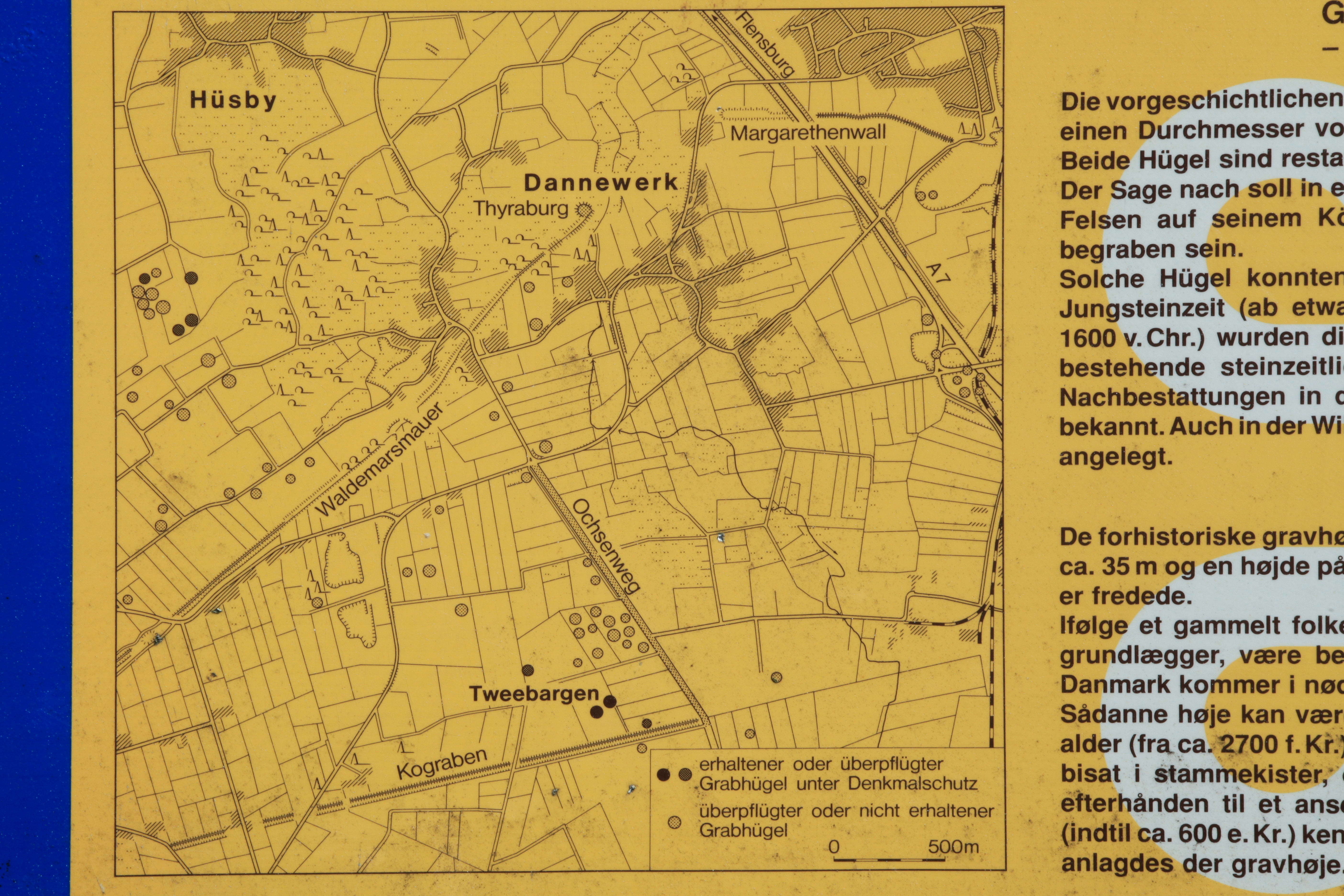
Karte der Tveebargen

Tveebargen (auch Tvebjerge oder dänisch Danhøjene – nicht zu verwechseln mit dem Danshøj von Sebber Sogn) sind zwei bronzezeitliche Grabhügel in Schleswig-Holstein. Sie liegen wenige Kilometer südlich von Schleswig, nordwestlich vom Flugplatz Jagel am Kograben des Danewerkes. Die Grabhügel haben einen Durchmesser von etwa 35 Metern und Höhen von 4,2 bzw. 4,4 Metern. Sie gehören zu einer Kette von mehr als 80 Grabhügeln, die einst entlang des Ochsenweges standen. Erhalten sind vier Grabhügel westlich des Ochsenweges. Die beiden anderen, kleineren Grabhügel befinden sich einige Meter nordwestlich bzw. südöstlich. Die Tweebargen stehen unter Denkmalschutz. Sie sind über einen Zugang, der Zwiebackweg genannt wird, über den Kograben zu erreichen.

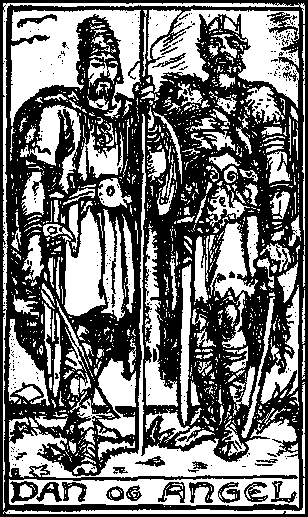
König Dan und sein Bruder Angull nach Gudmund Hentze

Der Sage nach soll der legendäre dänische König Dan in einem der Hügel auf seinem Thron sitzend, zusammen mit seinem Pferd, in einer Felsenkammer begraben sein. So erklärt sich der dänische Name Danhøje. Auch in Eiderstedt gibt es einen Erdhügel, über den diese Sage erzählt wird.